# Balahnai járás

A Balahnai járás a Nyizsnyij Novgorod-i területen

A Balahnai járás (oroszul Балахнинский район) Oroszország egyik járása a Nyizsnyij Novgorod-i területen. Székhelye Balahna.

## Népesség
- 1989-ben 60 487 lakosa volt.
- 2002-ben 26 345 lakosa volt.
- 2010-ben 77 598 lakosa volt, melynek 97,1%-a orosz.